# Marek Union-Ivkoni Dupniza
Marek Union-Ivkoni Dupniza (bulgarisch ВК „Марек Юнион Ивкони“) ist ein bulgarischer Volleyballverein aus Dupniza, dessen Männermannschaft in der ersten bulgarischen Liga spielt.
Der Namensbestandteil Marek bezieht sich auf Stanke Dimitrow. Union-Ivkoni ist ein bulgarisches Busunternehmen.
Die Volleyballer von Marek Dupniza spielen auch auf europäischer Ebene, 2003/04 im CEV-Pokal, 2008/09 und 2009/10 im Challenge Cup. Nachdem Marek Dupniza 2012 und 2013 Bulgarischer Meister wurde, trat man 2012/13 und 2013/14 in der Champions League an.